# Masonia rassei
Masonia rassei är en fjärilsart som beskrevs av Leo Sieder 1975. Masonia rassei ingår i släktet Masonia och familjen säckspinnare. Inga underarter finns listade i Catalogue of Life.